# Lymnas sexpunctata
Lymnas sexpunctata är en fjärilsart som beskrevs av Adalbert Seitz 1917. Lymnas sexpunctata ingår i släktet Lymnas och familjen Riodinidae. Inga underarter finns listade i Catalogue of Life.